# Donețkîi
Donețkîi (în ucraineană Донецький) este o așezare de tip urban din orașul regional Holubivka, regiunea Luhansk, Ucraina. În afara localității principale, nu cuprinde și alte sate.

## Demografie
Componența lingvistică a așezării de tip urban Donețkîi
     Rusă (49,93%)
     Ucraineană (49,65%)
     Alte limbi (0,33%)
Conform recensământului din 2001, nu exista o limbă vorbită de majoritatea populației, aceasta fiind compusă din vorbitori de rusă (49,93%) și ucraineană (49,65%).